# Confidentiel (bande dessinée)
Pour les articles homonymes, voir Confidentiel.
Confidentiel est le vingt-sixième album de la série de bande dessinée Les Simpson, sorti le 25 février 2015, par les éditions Jungle. Il contient deux histoires : L'histoire de 2 correspondants et Retour d'Aztèkdecheval.